# Autoestrada A34
Die Autoestrada A34 ist eine Autobahn in Portugal. 
Die nur 5 Kilometer lange Autobahn verbindet die Autoestrada A1 und andere wichtige Verkehrswege wie die Europastraße 1 und die Europastraße 80 mit dem Stadtzentrum von Pombal. Sie beginnt und endet in Pombal.

## Größere Städte an der Autobahn
- Pombal